# ハイドゥク

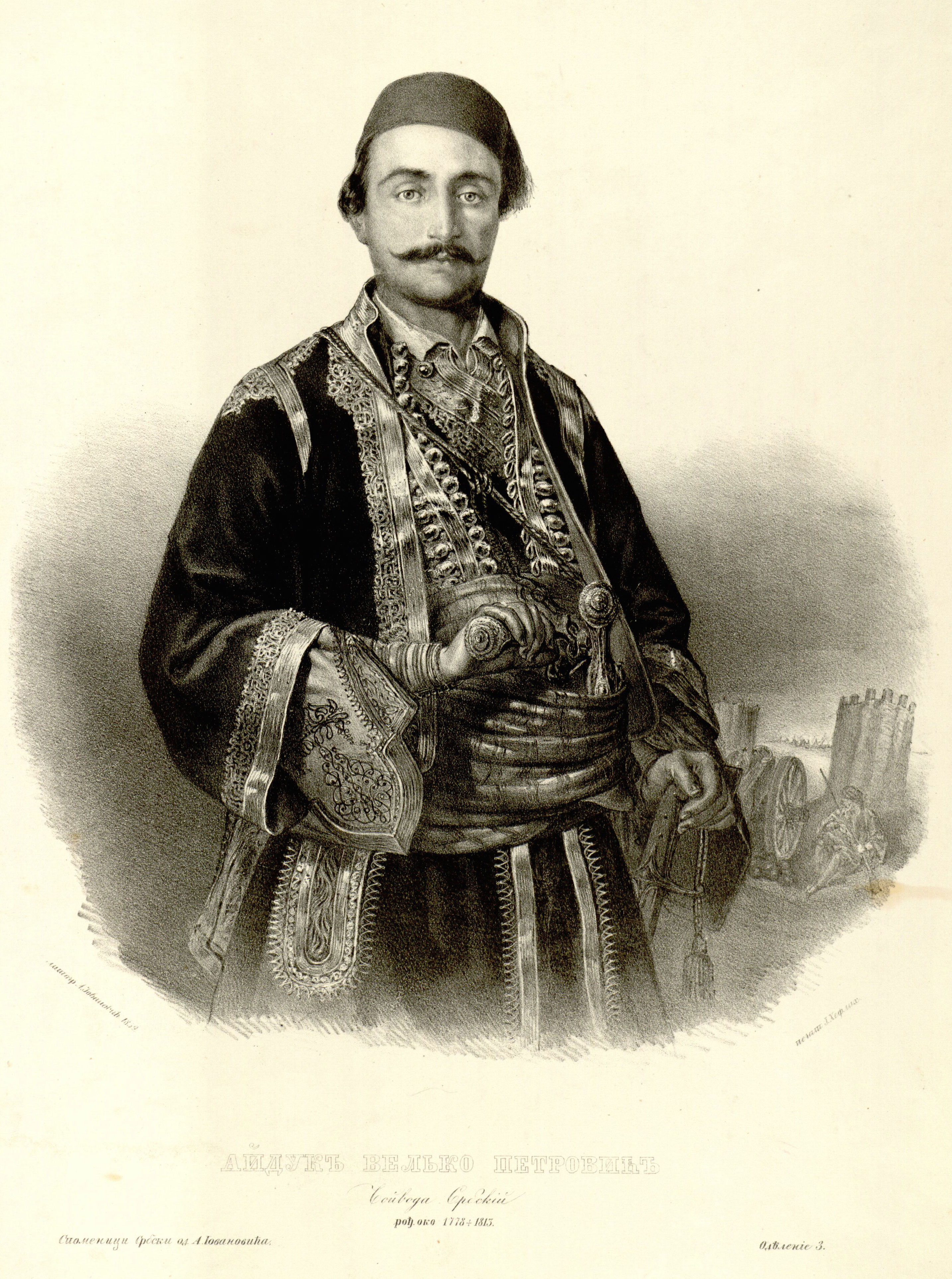
19世紀セルビアのハイドゥク、ヴェリコ・ペトロヴィッチ

ハイドゥクまたはハイデュク（hajduk、haiduk, haiduc, hayduck, hayduk）は、バルカン半島での無法者、追いはぎ（ハイウェイマン）、または自由の闘士の総称。以下の文では、『ハイドゥク』の名称で統一する。
バルカン半島の民族伝承において、ハイドゥクは、オスマン帝国支配に対する戦いにおいて戦士を率いたり、迫害者トルコから略奪をはたらくなど、ロマン主義的英雄像となっている。彼らは、裕福な者から奪って貧者に分け与え、不当な権力者に対してゲリラ戦を展開したイングランド伝説の義賊、ロビンフッドと比較される。
17世紀から19世紀までの実在のハイドゥクたちは、徒党を組んでオスマン帝国支配に抵抗するゲリラ戦士もいたが単なる夜盗も少なくなく、トルコだけでなく自分たちの地元の議員、商人、旅行者をも標的にした。すなわちハイドゥクという名称はあらゆる立場の盗賊を意味し、否定的な意味も持っていた。

## 語源
ハイドゥクは各国の言葉で以下のように表される:
- hajduku（アルバニア語）
- Հայդուկ （アルメニア語）
- hajduk（ボスニア語）
- хайдутин、хайдук（haydutin、hayduk、ブルガリア語）
- hajduk（クロアチア語）
- haïdouk（フランス語）
- aiducco（イタリア語）
- hajdú （単数形）、hajdúk（複数形）（ハンガリー語）

- ајдук（ajduk、マケドニア語）
- hajduk（ポーランド語）
- haiduque（ポルトガル語）
- haiduc（ルーマニア語）
- хајдук（hajduk、セルビア語）
- haydut（トルコ語）
- hejduk（クルド語）
- гайдук（hayduk、ウクライナ語）

ハイドゥクという言葉の語源は明かでない。一説によると、ハイドゥクはトルコ語のhaiduk、またはhaydukからきており、元々はオスマン帝国でハンガリー王国の歩兵を指したものだったという。別の説では、ハンガリー語のhajtó  または"hajdó"（ウシ泥棒を意味する）から生じたと指摘している。実際は、これらの2説は互いに矛盾しているとはいえない。バルカンでの言葉がトルコ語のhaidukまたはhayduk（山賊）から生じている一方、そのトルコ語の単語は元々ハンガリー語からの借用で、ハンガリー＝トルコ国境を警備していたハンガリー人傭兵を指していたと信じられている。山賊団の同じ口頭伝承を持つクロアチア系の一族は、ハイドゥクから生じたヒデク（Hidek）という姓を使う。
現在、ハンガリー系の一部の一族はハイドゥー（Hajdú）という姓をもつものがある。
また、ギリシャではクレフテスと呼ばれているが、活動内容等は全く同一である。

## ハンガリー

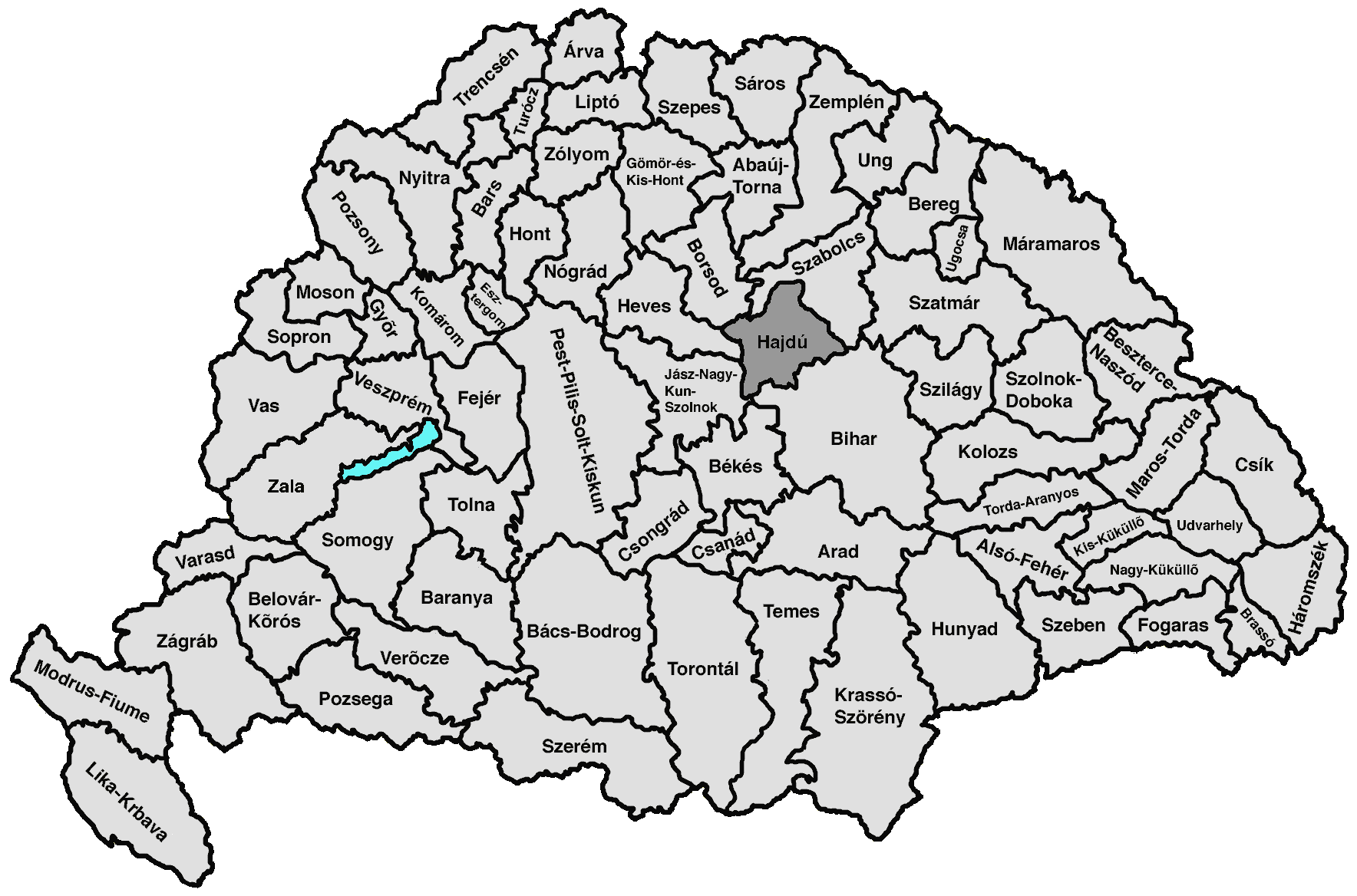
かつてのハイドゥーシャーグである、ハンガリー王国時代のハイドゥー県の位置

1604年-1606年、ビハール（現在のビホル県、ルーマニア）領主ボチュカイ・イシュトヴァーンはハプスブルク家の皇帝に対して謀反を起こした。帝国軍が最近トランシルヴァニアを占領し、恐怖政治を強いたからであった。ボチュカイ軍の大部分は農奴から構成されていた。戦争から逃れてきたり、ハプスブルク家がカトリック改宗を強制したためであったり、帝国軍から除隊されてきたりしていた。これらの小作農たちは、ハンガリー語に関連した言葉ハイドゥク（大平原でウシ泥棒をする者）として知られていた。彼らは勇猛さで名高くなり、ボチュカイは彼らの領主の裁判権からハイドゥクを解放し、土地を授けた。そしてハイドゥクたちの私有財産権と個人的な自由を保証した。解放されたハイドゥクは、ハンガリーの封建社会の中に新たな戦士所領を構成した。移住者の多くがこの時に生じ、接尾辞HajdúのついたHajdúbagos（ハイドゥーバゴシュ）、Hajdúböszörmény（ハイドゥービュスルメーニ）、Hajdúdorog（ハイドゥードログ）、Hajdúhadház（ハイドゥーハードハーズ）、Hajdúnánás（ハイドゥーナーナーシュ）、Hajdúsámson（ハイドゥーシャームション）、Hajdúszoboszló（ハイドゥーソボスロー）、Hajdúszovát（ハイドゥーソヴァート）、Hajdúvid（ハイドゥーヴィド）などの姓を今も持っている。そして地域全体をハイドゥーシャーグ（Hajdúság、ハイドゥクの土地）と呼んだ。

## ポーランド・リトアニア共和国

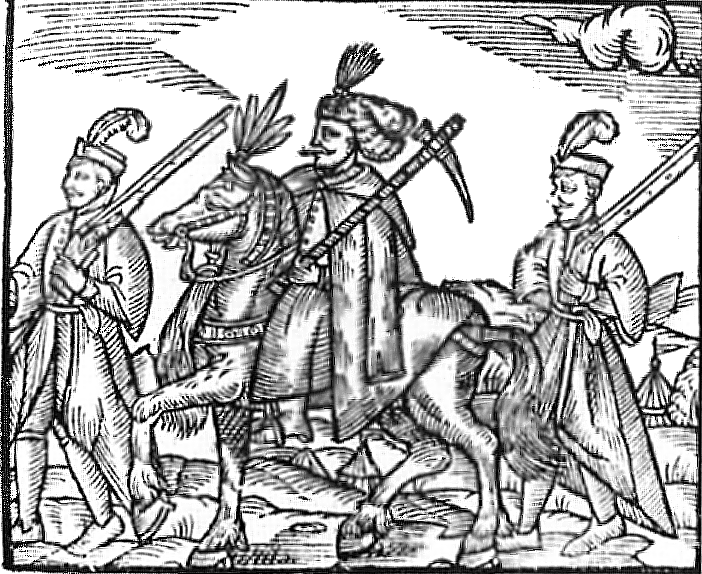
ポーランドの貴族騎士の両側を歩くハイドゥク（1578年）。

ハイドゥクという言葉は、16世紀終盤にハンガリーからポーランド語へ取り入れられた。はじめ、それは歩兵を意味する口語であり、ハンガリーやバルカン・トルコに触発されたものであった。ハイドゥク歩兵は、1570年代から1630年代までのポーランド王国の歩兵力の中枢を担っていた。この時代に一風変わっていたが、ポーランド・リトアニア共和国のハイドゥクたちは、典型的な灰青色の羊毛の生地、赤いカラーとカフスのついた制服を着ていた。彼らの主力の武器は小さな口径の銃といった小火器で、火縄銃であった。接近戦用に彼らは、重くて多様なサーベルを運び、敵のパイクやポールウェポンの先端を切り落とすことができた。一般の考えとは違い、小さな斧を彼らは常にベルト下に下げていた。この斧は戦闘用ではなくむしろ木を切るためであった。
17世紀半ば、ハイドゥク風の歩兵の服装は、ポーランド・リトアニアは概ね廃れていった。西ヨーロッパ風のマスケット銃に取って代わられたのである。しかし、ポーランド・リトアニア共和国のヘトマンや司令官たちは、今やまれにしか野戦にハイドゥクたちを使わなくなったというのに、18世紀になっても過去に逆戻りしたかのように、自身のボディガードとしてそろいの制服を着せたハイドゥクたちを保持し続けた。これらの過去のボディガードを模倣して、18世紀に裕福な貴族たちは地元民の召使いをハイドゥクと呼び、そろいの制服を着せて雇っていたことがあった。そのためにハイドゥクという言葉の意味が、現代ポーランド語、リトアニア語、ベラルーシ語とウクライナ語で一般的に知られるようになったのである。

## 文化的な影響
サッカークラブとしてクロアチアにHNKハイドゥク・スプリト、セルビアにFKハイドゥク1912、FKハイドゥク・ベオグラード、FKハイドゥク・ヴェリコがある。ルーマニアの音楽バンドタラフ・デ・ハイドゥクス、ポップ・ミュージック・プロジェクトハイドゥチイは全てハイドゥクにちなんだ名称である。アメリカのサッカー選手フランキー・ヘイドゥクとアイスホッケー選手ミラン・ヘイドゥクも同様にハイドゥクから派生した姓を持つ。
ハイドゥチ（Haiduci）という言葉は、ルーマニアで1947年から1959年まで、反共産主義レジスタンス運動のグループで、ソビエト連邦によるルーマニア占領とその後の共産主義体制に反対していたハイドゥチイ・ムスチェルルイ（Haiducii Muscelului）の名に用いられた。
モルドバ出身のルーマニアの音楽グループO-Zoneのヒット曲『恋のマイアヒ』（原題：Dragostea Din Tei）の導入部の歌詞は、「もしもし、やあ、僕だよ、ハイドゥク」（Alo/Salut/sunt eu/un haiduc）となっている。

### 学究
1970年代初頭、今や古典的な社会学研究書となった『素朴な反逆者たち（Primitive Rebels）』と『山賊たち（Bandits）』が歴史家エリック・ホブズボームによって出版された後、ハイドゥクは西欧の社会人類学文学に登場し始めた。ホブスボームはハイドゥクという言葉をならず者を意味する『社会的山賊』（en:Social bandits）と考案した。彼らは権力者と戦い、一般市民を時には助け、人里離れた社会のはずれで影響を及ぼす。常にハイドゥク自らの地位は流動的であり、ギリシャ人歴史家ジョン・コリオプーロスが記したクレフテス（ギリシャで山賊行為やオスマン帝国に対するゲリラ活動を行った人々）の研究『大義ある無法者（Brigands with a Cause）』によると、山賊は時に立場を変え、平和を保ち山賊を弾圧する権力者の側に立ったり、その逆の立場に立ったりするとしている。
1980年代初頭より、ハイドゥク、クレフテス、野盗、山賊、ならず者、反逆者、海賊の物語を順序立てて述べる社会学研究が世界各国で始まった。

## 有名なハイドゥク

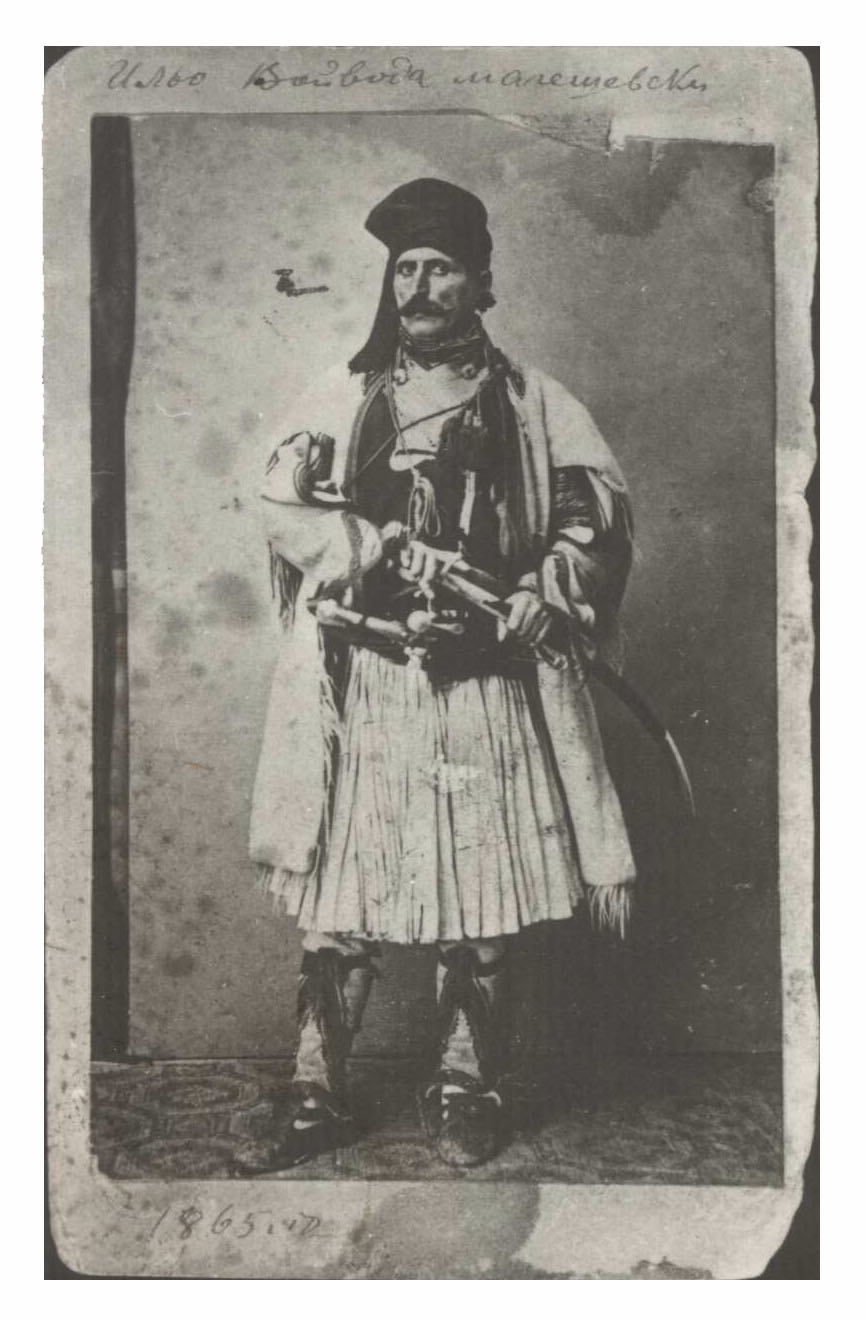
イリョ・ヴォイヴォダ

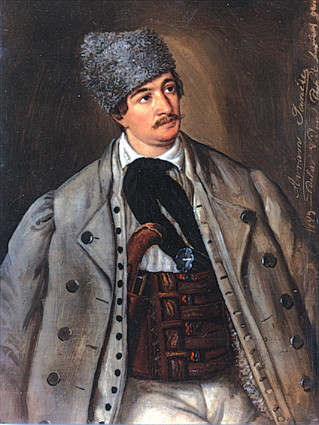
19世紀トランシルヴァニアのハイドゥク、アヴラム・ヤンク

### アルメニア
- アンドラニク・オザニアン
- アラボ（en:Arabo）
- ドラスタマット・カタヤン（ドロ将軍）（Drastamat Kanayan）
- ガレギン・ンジュデ（en:Garegin Njdeh）
- モンテ・メルコニアン（en:Monte Melkonian）
- セロブ・パシャ（en:Serob Paşa）

### ブルガリア
- チャヴダル・ヴォイヴォダ（en:Chavdar）
- インジェ・ヴォイヴォダ（en:Indzhe Voyvoda）
- ペトコ・ヴォイヴォダ（en:Petko Voyvoda）
- アンゲル・ヴォイヴォダ（en:Angel Voyvoda）
- イリョ・ヴォイヴォダ（en:Ilyo Voyvoda）
- カラ・コリョ（Kara Kolyo）
- ハジ・ディミタル（en:Hadzhi Dimitar）

### クロアチア
- ペータル・ムルコニッチ（en:Petar Mrkonjić）
- イヴァン・ブシッチ・ロシャ（Ivan Bušić Roša）
- アンドリイツァ・シミッチ（en:Andrijica Šimić）
- ミヤト・トミッチ（en:Mijat Tomić）

### ルーマニア
- トマ・アリモシュ（Toma Alimos/Toma Alimoş）　-　伝説上の人物
- グルヤ・ルイ・ノヴァク（Gruia lui Novac）　-　伝説上の人物
- ピンテア・ヴィテアズル（Pintea Viteazul） (1670年-1703年)
- ヤンク・ジアヌ（en:Iancu Jianu）
- アンドレイ・ポパ（Andrei Popa）  - Andrii Popaとも
- ゲオルゲ・マゲル（en:Gheorghe Magheru）
- アヴラム・ヤンク（en:Avram Iancu）
- テレンテ・ハイドゥクル（Terente Haiducul）

### セルビア
- カラジョルジェ（ジョルジェ・ペトロヴィチ）
- スタリ・ヴヤディン（Stari Vujadin）
- ヴェリコ・ペトロヴィッチ（Hajduk Veljko Petrović）
- ハイドゥク・スタンコ（Hajduk Stanko）
- マリ・ラドイツァ（Mali Radojica）
- スタリナ・ノヴァク（Starina Novak）
- ヨヴォ・スタニサヴリェヴィッチ・チャルガ（en:Jovo Stanisavljević Čaruga）
- スタノイェ・グラヴァシュ（en:Stanoje Glavaš）
- バヨ・ピヴリャニン（Bajo Pivljanin）
- コムネン・バリャクタル（Komnen Barjaktar）

## 参照
1. 1 2  Найден Геров. 1895-1904. Речник на блъгарский язик.Хайдукъ
2. 1 2  Л.Андрейчин и др. 2006. Български тълковен речник. Четвърто издание
3. ↑  Petrović, Aleksandar. These persons become later soldires at the Hungarian-Turkish border and fight against the Otoman Turkish. The Role of Banditry in the Creation of National States in the Central Balkans During the 19th Century
4. ↑  Младенов, Стефан. 1941. Етимологически и правописен речник на българския книжовен език
5. ↑  Max Vasmer's Etymological Dictionary of Russian （ロシア語）
6. ↑  大きな半月型の斧（berdysz）は、ハイドゥクは滅多に携帯しなかったので混同しないこと
7. ↑  Richard Brzezinski, Polish Armies 1569-1696, volume 1, London: Osprey Military Publishing, 1987, p.21, 39-41 (also contains six contemporary illustrations of Polish hajduks, besides several modern reconstructions by Angus McBride).
8. ↑  エリック・ホブズボーム、水田 洋ほか 訳、1989、社会思想社 ISBN 4390603132
9. ↑  E.J. Hobsbawm, 1969, Weidenfeld, ISBN 0297178504